# Henrik Böhme

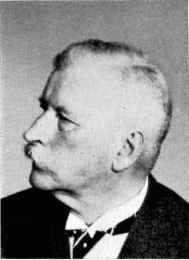
Henrik Böhme.

Axel Henrik Böhme, född 31 januari 1865 i Stockholm, död 23 juli 1949 i Söderhamn, var en svensk läkare. Han var svärfar till David Petersson.
Böhme avlade studentexamen i Stockholm 1882, avlade mediko-filosofisk examen 1883, blev medicine kandidat 1887 och medicine licentiat 1891 vid Karolinska institutet. Han var extra provinsialläkare i Bergsjö distrikt 1892–1906, provinsialläkare i Alfta distrikt 1906–1918 och i Söderhamns distrikt 1918–1930, därefter pensionerad. 
Böhme var järnvägsläkare på linjen Kilafors-Stugsund 1918–1932, dispensärläkare i Söderhamn 1920, skolläkare vid Söderhamns läroverk för flickor 1918 och vid högre allmänna läroverket där 1920–1934. Han var ledamot av kyrkorådet i Söderhamns församling 1930–1936.